# Marco Masini (album 1992)
Marco Masini è un album del cantante italiano Marco Masini, contenente la riproposizione in lingua spagnola di 6 brani inseriti nell'omonimo album pubblicato in Italia nel 1990 e di altri 3 contenuti in Malinconoia, messo in commercio nel 1991.

## Tracce
1. Dentro de ti fuera del mundo (Dentro di te fuori dal mondo)
2. Ve con él (Vai con lui)
3. Desesperado (Disperato)
4. Las muchachas serias (Le ragazze serie)
5. Necesito el mar (Ci vorrebbe il mare)
6. Porqué lo harás (Perché lo fai)
7. Cenicienta desconsolada (Cenerentola innamorata)
8. Te querré (Ti vorrei)
9. Querido papa (Caro babbo)